# Egor Krimets
Egor Krimets (Tashkent, 27 gennaio 1992) è un calciatore uzbeko, difensore del So'g'diyona.

## Carriera

### Club
Inizia la sua carriera in patria nel Professional Futbol Klubi Paxtakor, dove dal 2011 al 2012 gioca 39 partite segnando 4 gol. Nel 2013 passa in prestito al club cinese del Beijing Guo'an Zuqiu Julebu, con il quale gioca 11 partite. Dal 2014 al 2016 torna al Paxtakor giocando 5 partite e segnando 5 gol, prima di tornare nel 2016 sempre al Beijing Guoan.

### Nazionale
Ha esordito in nazionale uzbeka nel 2013. Ha partecipato a due diverse edizioni della Coppa d'Asia, nel 2015 e nel 2019.

## Palmarès

### Club

#### Competizioni nazionali
- Coppa dell'Uzbekistan: 2

Paxtakor: 2011, 2019
- Campionato uzbeko: 4

Paxtkor: 2012, 2014, 2015, 2019